# Marcel Bassène
 (mai 2020).
Pour les articles homonymes, voir Bassène (homonymie).
Marcel Bassène, né le 24 avril 1946 à Essyl et mort le 22 août 2006 à Dakar, est un homme politique sénégalais.

## Biographie
Professeur agrégé de mathématiques et membre fondateur du Parti démocratique sénégalais (PDS) en 1974, Marcel Bassène est, au début des années 80, secrétaire général adjoint du PDS, avant de suivre des études doctorales en France, remplacé à ce poste par Boubacar Sall.
A son retour de France, il s’investit dans le règlement du conflit casamançais. il devient député et président du groupe parlementaire du parti PDS.
Marcel Bassène est nommé, en 1990, par le Président Abdou Diouf, pour discuter avec le MDFC d’un retour au calme, prélude à de futures négociations. Ainsi, il est le principal artisan de l'accord de Toubacouta, paraphé en mars 1991 par Sidy Badji, et qui rendit possible, le 31 mai 1991, la signature du premier cessez-le-feu entre l’Etat du Sénégal et le MFDC.
Il est aussi à l’origine des premiers accords qui seront signés à Cacheu, en 1993. 
En 1998, il quitte le PDS, pour créer, avec Me Ousmane Ngom, le Parti libéral sénégalais, dont il est le secrétaire adjoint. 
Nommé à la fin sénateur de la République, Marcel Bassène est aussi ancien vice-président et ancien Président de la commission du Travail, de la fonction publique et de l'Emploi de l'Assemblée nationale.
Marcel Bassène meurt le 22 août 2006 à la suite d'une maladie, à Dakar. Il est enterré dans son village natal.